# Басовка (Ярославская область)
Басовка — посёлок в Головинском сельском поселении Угличского района Ярославской области России.

## История
В 1968 г. указом президиума ВС РСФСР поселок при Климатинском льнозаводе переименован в Басовка.

## Население
| 2007 | 2010 |
| ---- | ---- |
| 5    | ↗8   |